# Abrotrichini
Abrotrichini còn được gọi là clade Andes hoặc clade nam Andes là một tông của loài gặm nhấm trong phân họ Sigmodontinae. Nó bao gồm khoảng mười lăm loài được xếp vào trong năm chi, tông chuột này phân bố ở Nam Mỹ từ nam Peru đến nam cực Nam của châu lục, bao gồm cả các thảo nguyên Patagonia. Các hóa thạch sớm nhất được biết đến là từ thế Pliocene ở Argentina.

## Phân loại
Ban đầu, Abrotrichine được xếp trong tông chuột Akodontini cho đến những năm 90, và một số thậm chí còn phân loại trong chi Akodon. Các nghiên cứu của Allozyme vào đầu những năm 90 đầu tiên cung cấp bằng chứng cho sự khác biệt của chúng từ Akodontini và năm 1999 một nghiên cứu phân tích trình tự của gen cytochrome b ty thể đã tìm ra bằng chứng khác cho sự khác biệt giữa Akodontini và nhóm này và đề nghị tên Abrotrichini. Tuy nhiên, cái tên Abrotrichini vẫn chưa được đưa ra. Đến năm 2007, Guillermo D'Elía và các đồng nghiệp đã công bố một chẩn đoán đầy đủ về tông Abrotrichini, xác nhận tên này.

## Đặc điểm
Abrotrichines là loài gặm nhấm cỡ trung bình có kích thước trung bình với lông dài và mềm, về màu sắc chúng thường có màu xám hoặc nâu, lông ngắn, lông dài và bàn chân khỏe khoắn với những móng vuốt. Trong cấu trúc hộp sọ, mõm dà và vỏ não được làm tròn. Vòm miệng dài (kéo dài ra khỏi răng hàm thứ ba). Không có rãnh ở răng cửa trên và răng hàm mặt không phải có vây cao. Các răng hàm răng thiếu nhiều tính năng phụ, đặc biệt là hàm trên thứ ba.
Các loài trong chi này đều có 13 đốt sống ngực (ức ngực) có xương sườn, chúng 6 đốt sống thắt lưng, và có từ 18 đến 29 đốt sống đuôi. Về di truyền, một kyrotype của 52 nhiễm sắc thể (2n = 52), hiện diện trong một số loài, đã được gợi ý như là một đồng điều hòa của tông này nhưng trong khi khả năng này vẫn chưa được kiểm tra, các loài Pearsonomys hiện hành được biết có 2n = 56, và một số Loài Abrothrix olivaceus có 2n = 44. 